# 인천신정중학교
인천신정중학교(仁川新正中學校)는 대한민국 인천광역시 연수구 송도동에 있는 공립 중학교이다.

## 학교 연혁
- 2011년 3월 1일 : 인천신정중학교 개교(36학급 설립인가)
- 2011년 3월 1일 : 초대 이재춘 교장 취임
- 2011년 3월 2일 : 2011학년도 입학식(7학급)
- 2011년 3월 2일 : 2011학년도 2학년 3학급, 3학년 2학급 동시 개교
- 2012년 2월 9일 : 제1회 졸업식(2학급 76명)
- 2023년 9월 1일 : 제5대 주금종 교장 취임
- 2024년 1월 5일 : 제13회 졸업식(12학급 428명, 누계 4,760명)
- 2024년 3월 4일 : 2024학년도 입학식(12학급 417명)

## 참고 자료
- 인천신정중학교 - 한국교육학술정보원 학교알리미